# Eitan APC

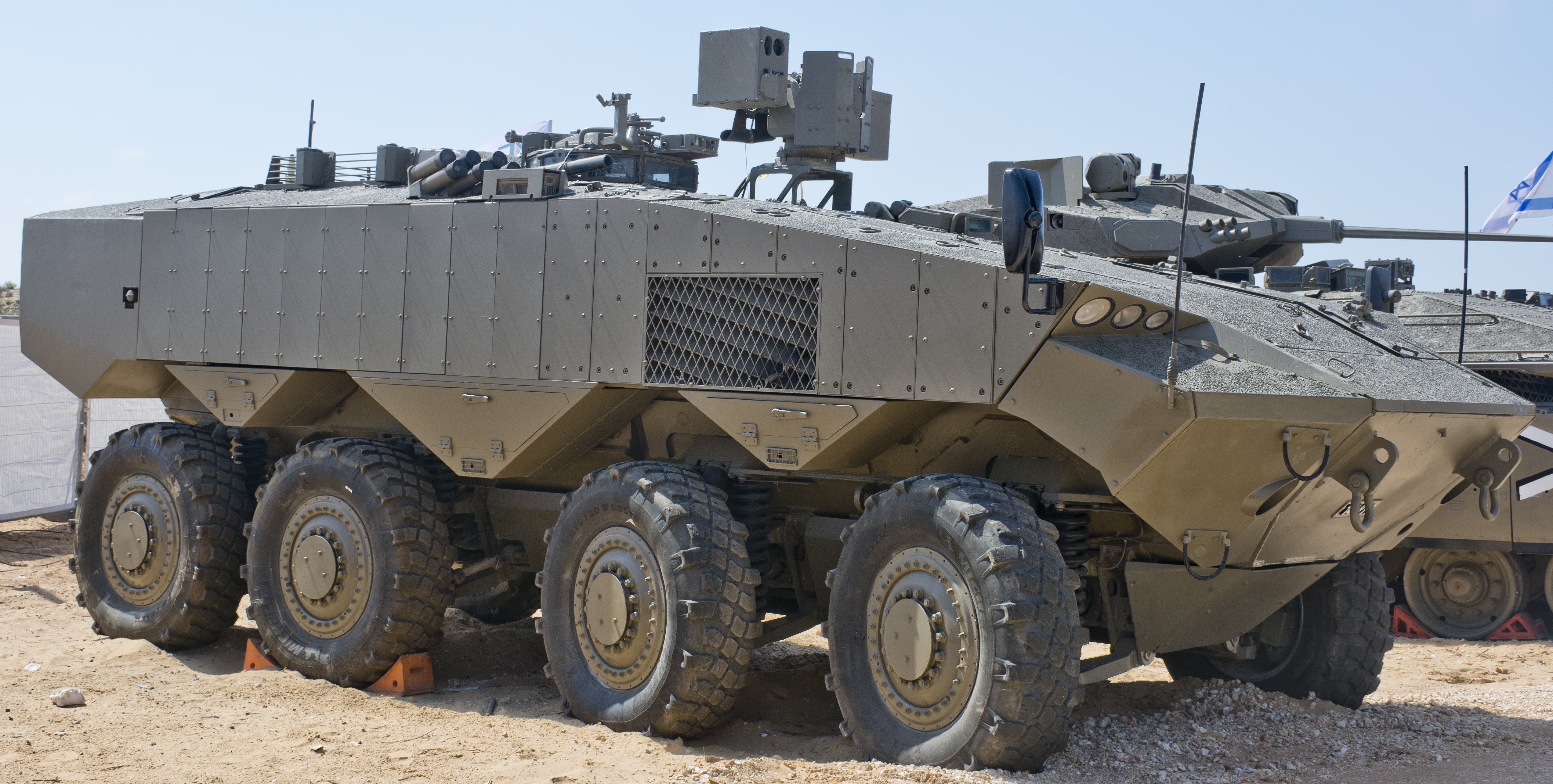
Eitan APC

Der Eitan APC (Eitan Armored Personnel Carrier, hebräisch Eitan; „standfest“) ist ein israelischer gepanzerter 8×8-Mannschaftstransporter.

## Geschichte
Der Eitan ist als Nachfolger des M113 seit Oktober 2015 in Entwicklung. Gebaut und entwickelt wurde der Radpanzer von Israel Aerospace Industries, Israel Military Industries und Rafael. Der erste Exemplar wurde am 1. August 2016 fertiggestellt. Er ist viel leichter und schneller als der bisherige Truppentransporter Namer, (umgebauter Merkava 4).

## Technik
Der Eitan soll laut Aussagen der israelischen Armee einer der am besten geschützten Radpanzer der Welt werden. Der Schutz gegen Minen und die starke Panzerung sind dabei relevant. Das Fahrzeug besitzt einen V-förmigen Unterboden, der den Schutz gegen Landminen und Sprengfallen verbessert sowie ein ABC-Schutzsystem. Gegenüber von Kettenfahrzeugen sind Radpanzer besser für einen Einsatz auf Straßen geeignet und erreichen dort eine höhere Geschwindigkeit. Der Eitan kostet in der Anschaffung sowie im Unterhalt ca. die Hälfte des aktuellen Panzers Namer.
Der modulare Aufbau des Panzers ermöglicht es, eine Vielzahl von Waffen an Bord zu installieren. Darunter eine 40-mm-Kanone, Mörser oder Raketenwerfer. In der Version der israelischen Armee wird er mit einem ferngesteuerten, vollstabilisierten Samson-MkII-Turm mit einer 30-mm-MK-44-Dual-feed-Kanone, einem gekoppelten Maschinengewehr vom Kaliber 7,62 mm und einem ATGM-Starter ausgestattet. Zur Basisausstattung gehört eine Klimaanlage.
Das digitale Feuerleitsystem macht den Eitan in Verbindung mit der vernetzten Gefechtsfeld-Kommunikation und elektronischen Gegenmaßnahmen zu einem überragenden und modernen Truppentransporter. Das digitale Steuerungssystem sorgt für Synchronisation mit anderen Kampffahrzeugen.
Die Panzerung besteht aus Panzerstahl und einer Verbundpanzerung (AMAP). Die Minenschutzstärke entspricht der Klasse Vb nach STANAG 4825 gegen 12 Kilogramm TNT unter Wanne. Der Eitan wird mit dem Trophy-System für abstandsaktive Schutzmaßnahmen ausgerüstet, welches etwa 1 Tonne wiegt und Raketen und kleinere Projektile im Anflug vernichten kann.

## Technische Daten
| Eitan           | Eitan |
| --------------- | --- |
| Hersteller      | Israel |
| Daten           | |
| Besatzung:      | 3 (Fahrer, Kommandant, Schütze); Bis zu 12 Infanteristen (APC)                                                        |
| Länge           | 7,23 m |
| Breite          | 2,39 m |
| Höhe            | 2,31 m |
| Gewicht         | 30–35 Tonnen (Leergewicht), 44 t (geschätztes Gesamtgewicht)                                                          |
| Bewaffnung      | - 7,62×51- oder 12,7×99-mm-MG - 40-mm-Granatwerfer - 30-mm-Kanone auf Drehturm - Lenkwaffen                           |
| Schutz          | - aktives Schutzsystem Trophy - Panzerstahl, Verbundpanzerung - Minenresistent bis 12 Kilogramm TNT - Nebelwurfanlage |
| Motor           | Dieselmotor mit 750 PS (552 kW)                                                                                       |
| Antrieb         | 8×8 |
| Federung        | hydropneumatisch |
| Geschwindigkeit | 90 km/h bis 95 km/h (60 mph) auf der Straße                                                                           |
| Reichweite      | 800 km (Straße), Gelände ca. 500 km                                                                                   |